# Columbina buckleyi
Columbina buckleyi е вид птица от семейство Гълъбови (Columbidae).

## Разпространение
Видът е разпространен в Еквадор, Колумбия и Перу.